# Леротолі Летсіє
Леротолі Летсіє (1836 — 19 серпня 1905) — третій верховний вождь Басутоленду (сучасне Лесото).
Був сином і спадкоємцем вождя Летсіє I. Зійшов на престол після смерті батька 1891 року.
Ще за правління батька брав участь у війнах проти Оранжевої Вільної Держави та Капської колонії.
За правління Леротолі британська адміністрація прагнула централізувати владу в Басутоленді. 1903 року було створено Національну раду Басутоленду, яка ухвалила 18 законів, що отримали назву «законів Леротолі».
Помер у серпні 1905 року, після чого престол успадкував його син Летсіє II.